# Rhyacophila dongre
Rhyacophila dongre är en nattsländeart som beskrevs av Schmid 1970. Rhyacophila dongre ingår i släktet Rhyacophila och familjen rovnattsländor. Inga underarter finns listade i Catalogue of Life.